# Pachyammos
Pachyammos es una pequeña localidad turística de la región de Tylliria, ubicada sobre el mar, al oeste del enclave de Kokkina (coordenadas 35°10'17.01"N - 32°35'7.08"E). Si bien se encuentra en el Distrito de Nicosia y la proximidad al territorio ocupado por los turcos desde el año 1974, su acceso normal es desde Pafos o Polis.
Su nombre se debería a la amplia extensión de arena que se encuentra en el lugar.
En el año 1960, fecha de la independencia de la isla, la localidad tenía 281 habitantes, todos grecochipriotas. En agosto de 1964 pasó a encontrarse en el frente de combate durante el Enfrentamiento de Kokkina que tuvo lugar en su límite este.
De acuerdo al censo del año 2001, su población era de 97. Esta disminuyó a 70 personas en el año 2011.En 2021 pasó a 59.
En el lugar se encuentra la Iglesia de los Santos San Rafael, San Nicolás y San Eirini. Fue inaugarada el 3 de mayo de 1992 por los obispos Chrysostomos de Pafos y Iakovos de Mytilini. Las paredes y techos se encuentran cubiertos de pinturas ilustrando historias bíblicas. En la parte posterior de la iglesia se encuentra un monumento metálico en honor a los muertos durante los enfrentamientos en Kokkina.

## Imágenes
- Iglesia de San Rafael - Pachyammos

- Datos: Q7122083
- Multimedia: Pachyammos / Q7122083